# Lago Iliamna
Il lago Iliamna (inglese: Iliamna Lake; Yup'ik: Nanvarpak) è situato nell'Alaska meridionale, all'estremità nord della penisola di Alaska. Dista circa 160 km dalla città di Seldovia.
Con un'area di 2 622 km², è il più vasto lago dell'Alaska. Posto alla quota di 14 m s.l.m., ha una lunghezza di 124 km, una larghezza massima di 35 km ed una profondità di 301 metri.
L'emissario è il Kvichak River, che sfocia nella baia di Bristol.